# Кевин Макарти
Кевин Овен Макарти (Бејкерсфилд, 26. јануар 1965) амерички је политичар који је био на функцији 55. председавајућег Представничког дома Сједињених Држава. Као члан Републиканске партије, Макарти је био члан Дома од 2007. до 2023. године, а служио као представник САД за 22. конгресни округ Калифорније од 2007. до 2013. године, 23. округ од 2013. до 2023. и 20. округ од 2023. године. Упоредо са својим мандатом, био је лидер мањине у Представничком дому од 2019. до 2023. и као вођа већине у Представничком дому од 2014. до 2019. под председницима Џоном Бонером и Полом Рајаном.

## Биографија
Макарти је рођен у Бејкерсфилду у Калифорнији . Похађао је Калифорнијски државни универзитет, Бејкерсфилд, док је радио као ватрогасац. Макарти је раније председавао калифорнијским младим републиканцима и националном федерацијом младих републиканаца . Био је два мандата заступник у Скупштини државе Калифорније од 2002. до 2006. године, последње две године као лидер мањине. У Конгрес је изабран 2006. Макарти је изабран на чело Представничког дома у свом другом мандату као заменик главног републиканског заменика Бича од 2009. до 2011. године. Када су републиканци преузели контролу над Представничким домом 2011. године, постао је бич већине од 2011. до августа 2014. године, када је изабран за лидера већине да замени одлазећег Ерика Кантора, који је поражен на примарним изборима.
Након што су републиканци изгубили већину на изборима на средини мандата 2018, а председник Пол Рајан се повукао, Макарти је изабран за лидера мањине у јануару 2019, чиме је постао први калифорнијски републиканац на тој функцији. Макарти је био стални бранилац тада бившег председника Доналда Трампа већину свог времена као лидер већине и лидер мањине. Након што је Џо Бајден победио на председничким изборима 2020. године, Макарти је подржао Трампово лажно порицање Бајденове победе и учествовао у напорима да се пониште резултати, и док је осудио напад на Капитол Сједињених Држава 6. јануара непосредно након тога, окривљујући Трампа због нереда и рекавши да су избори 2020. били легитимни, касније је повукао те коментаре и помирио се са Трампом.
Два месеца након што су републиканци добили малу већину у Представничком дому на изборима 2022. године, Макарти је био републикански кандидат за председника када је 118. Конгрес састао у јануару 2023. Због противљења чланова Клуба за слободу, није успео да избори место председника до 15. гласања, 7. јануара. То је био први пут да председник није изабран на првом гласању од 1923, а најдужи избори за председника са више гласова од 1859.